# Carsevennia crassipalpis
Carsevennia crassipalpis is een hooiwagen uit de familie Cranaidae.